# Sharp Corporation
Sharp Corporation (japonsky シャープ株式会社) je japonská firma vyrábějící spotřební elektroniku. Hlavní sídlo se nachází v Abeno-ku na předměstí Ósaky. Americká pobočka sídlí v Mahwah (New Jersey) a evropská v britském Uxbridge. Společnosti patří také velká továrna v polské Toruni.
Firmu založil v září 1912 v Tokiu devatenáctiletý Tokudži Hajakawa a zabývala se výrobou různého kovového zboží. Hajakawa vynalezl přezku tokubijo, která umožnila zkrátit opasek bez přidání děr, a v roce 1915 uvedl na trh mechanickou tužku Ever-sharp (anglicky „pořád ostrá“), podle které se nakonec podnik pojmenoval. Po velkém zemětřesení v Kantó se firma přestěhovala do Ósaky. V roce 1925 se stala prvním japonským výrobcem rozhlasových přijímačů. Dalšími produkty firmy jsou televizory, kalkulačky, integrované obvody, mobilní telefony, mikrovlnné trouby nebo fotovoltaické články. Sharp byl průkopníkem technologie LCD, kterou rozvíjel od roku 1973. Ve spolupráci s firmou Nintendo také produkoval herní konzole. Světová finanční krize 2008 a konkurence levnějších výrobců elektroniky vedly k poklesu poptávky po výrobcích firmy a Sharp Corporation se od roku 2012 ocitla ve ztrátě, poklesla hodnota jejích akcií a začalo propouštění zaměstnanců. V březnu 2016 bylo oznámeno, že dvoutřetinový podíl ve firmě odkoupila za 3,47 miliardy dolarů tchajwanská společnost Foxconn.